# Bruno Meyer
Bruno Meyer (Jérémie, Haïti, 13 november 1915 - 1974) was een Duits bombardementspiloot. Tijdens de Tweede Wereldoorlog vernietigde hij een groot aantal Russische legervoertuigen.

## Biografie
Meyer werd in 1915 op Haïti geboren als kind van Duitse immigranten. Toen zijn ouders in 1933 hoorde dat de NSDAP van Adolf Hitler aan de macht was gekomen besloten ze terug te keren naar Duitsland.
Meyer kwam in 1938 bij de Luftwaffe en werd piloot van een Stuka -duikbommenwerper. Met dit toestel vocht hij boven Polen, West-Europa en vanaf 1941 boven Rusland.
In januari 1942 kreeg Meyer een nieuw toestel: de Henschel HS-129, een tweemotorig toestel dat speciaal ontworpen was voor het vernietigen van tanks. Onderaan de Henschel hing een PAK 75mm kanon, het zwaarste kanon ooit aan een vliegtuig bevestigd. Hiermee kon Meyer met slechts één schot een tank vernietigen. Het nadeel was dat het vliegtuig door het zware kanon bijna onbestuurbaar was. Meyer was echter een virtuoos in het besturen van de Henschel. In maart 1943 nam Meyer deel aan de veldslag bij Koersk en hij vernietigde op één dag ruim 25 tanks. Voor deze actie werd hij onderscheiden met het Ridderkruis. Kort daarna, in april 1942, vertrok hij naar Noord-Afrika om daar te vechten tegen Britse en Amerikaanse grondtroepen. Ook hier was Meyer erg succesvol wat resulteerde in zijn bevordering tot majoor. In december 1942 keerde hij echter terug naar Rusland om daar leiding te geven aan een eskader van Henschel-piloten.  In totaal vernietigde Meyer ruim 183 tanks en nog zo'n 300 kleinere voertuigen. Hiermee was Meyer na Hans-Ulrich Rudel de meest succesvolle (Duitse) piloot wat betreft gronddoelen.
Bruno Meyer overleefde de oorlog en werd daarna helikopterpiloot.

## Militaire loopbaan
- Leutnant: 1938[1]
- Oberleutnant: april 1941[1]
- Hauptmann:[1]
- Major: juli 1944[1]

## Decoraties
- Ridderkruis van het IJzeren Kruis op 21 augustus 1941 als Oberleutnant en Staffelkapitän in het 5. Staffel/II. (Schlacht-)Gruppe/Lehrgeschwader 2[4][5]
- IJzeren Kruis 1939, 1e Klasse en 2e Klasse
- Dienstonderscheiding van Leger en Marine (4 dienstjaren)
- Flugzeugführerabzeichen
- Gesp voor Gevechtsvluchten aan het Front voor duikbommenwerpers met Hanger in goud
- Mouwband Afrika

## Aantal vernietigde doelen
- 183 tanks
- 300 andere objecten